# Love Polish Jazz
Love Polish Jazz – międzynarodowy festiwal jazzowy w Tomaszowie Mazowieckim. Festiwal odbywa się jesienią, trwa trzy dni, od 2018 roku organizowany jest w Arenie Lodowej Tomaszów Mazowiecki.

## Charakterystyka

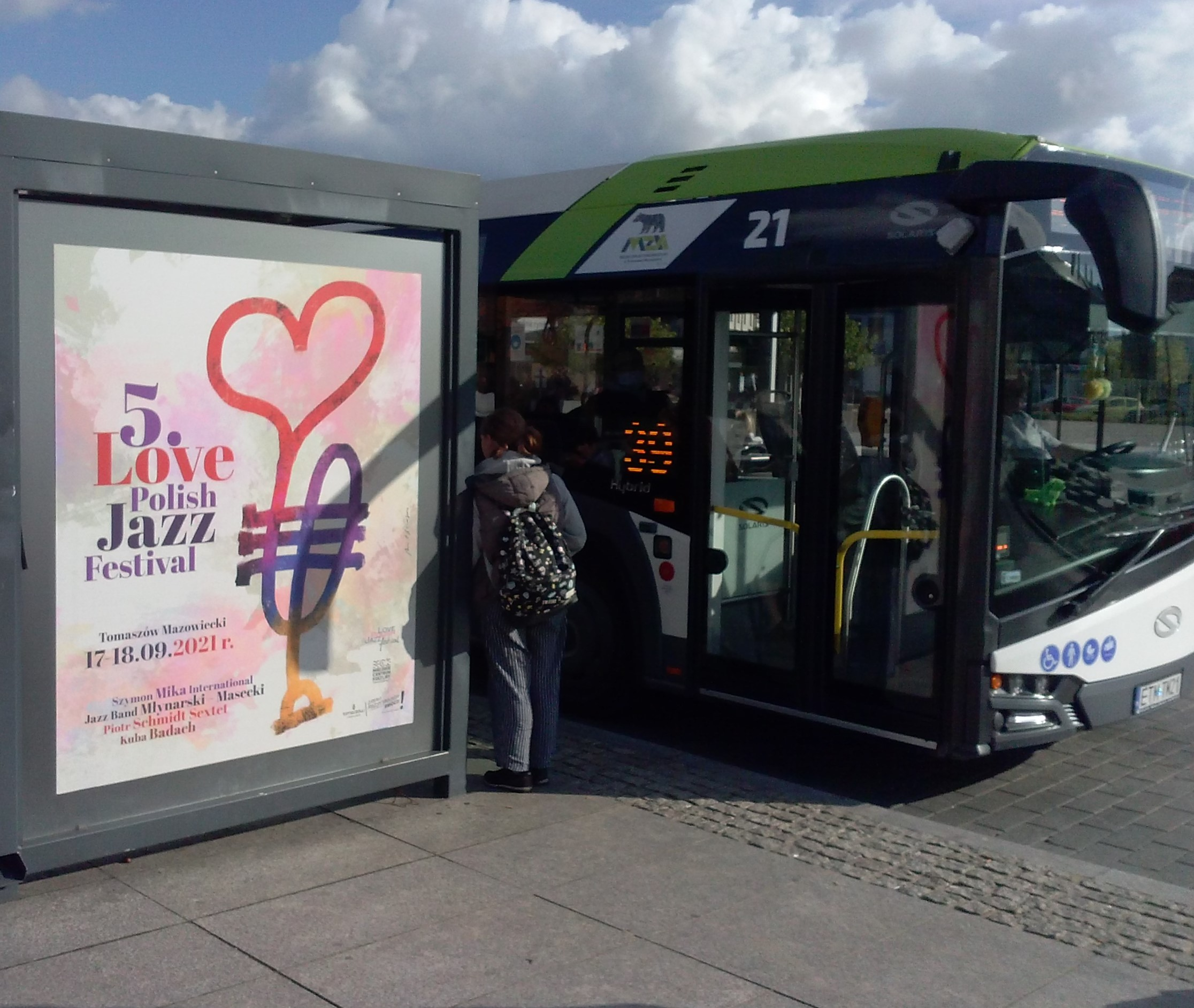
Przystanek autobusowy z plakatem festiwalowym z 2021 roku

Cieszące się od wielu lat dużą popularnością koncerty muzyki jazzowej w Galerii Sztuki „Arkady” rodziny Sobańskich w centrum Tomaszowa, skłoniły władze miasta do stworzenia imprezy wyższej rangi i wystąpienia do Ministerstwa Kultury i Dziedzictwa Narodowego o pomoc w organizacji festiwalu. Dzięki temu pierwszym dużym sponsorem Love Polish Jazz został Orlen, a patronat medialny nad imprezą sprawuje między innymi „Trójka” i TVP Kultura. Pierwsza edycja festiwalu odbyła się pod koniec września 2016 roku. Przed wybudowaniem Areny Lodowej Tomaszów Mazowiecki koncerty odbywały się w halach największych tomaszowskich zespołów szkół średnich: hali sportowej ZSP 1 im. Tadeusza Kościuszki – najstarszej szkoły technicznej w mieście, a w 2017 roku w hali ZSP 2 „Gastronomika”.
Ideą festiwalu Love Polish Jazz jest stworzenie warunków do powstawania nowych dzieł w oparciu o dotychczasowe osiągnięcia polskiej kultury, przez co promocja jej wśród kolejnych pokoleń odbiorców w Polsce i na świecie. Do udziału w festiwalu zapraszani są również zagraniczni artyści, których twórczość inspirowana jest spuścizną Polaków. Powstają nowe utwory, które często wchodzą w skład wydawanych albumów konkretnych twórców. Po pierwszej edycji festiwalu, powstałe tu kompozycje weszły w skład albumu Jana Ptaszyna Wróblewskiego „Komeda: Moja słodka europejska ojczyzna”.

## Edycje festiwalu

### I edycja
W pierwszej edycji festiwalu wystąpili: Wojciech Gogolewski, Paweł Pańta, Adam Lewandowski, Kwartet Wojciecha Majewskiego z jazzowymi aranżacjami piosenek Marka Grechuty, Trio Karola Szymanowskiego, Leszek Możdżer z kompozycjami poświęconymi twórczości Marka Grechuty, Sextet Jana Ptaszyna Wróblewskiego z projektem „Krzysztofa Komedy lament nad Europą”. Podczas pierwszej edycji odbył się również recital Stanisława Soyki.

### II edycja
W drugiej edycji festiwalu w 2017 roku wystąpili m.in.: szwedzki saksofonista Göran Larsen z własnymi aranżacjami polskich standardów jazzowych, Ulf Johansson Werre z jazzowymi opracowaniami utworów Fryderyka Chopina, Zespół Bernarda Maseliego z utworami zadedykowanymi Jerzemu Milianowi oraz Tomasz Stańko, Anna Maria Jopek i Hanna Banaszak.

### III edycja
W dniach 21–23 września 2018 roku wystąpili m.in.: TM Brass z „Jazz Standards”, Lora Szafran Sextet z „Sekretami życia według Leonarda Cohena”, Gary Guthman Quartet z „Tribute to Polish Jazz”, Karol Szymanowski Quintet prezentując „Komeda Classic Jazz Quintet”, Leszek Możdżer z projektem „Komeda nieznany”, Jan Ptaszyn Wróblewski, Maria Sadowska z solowym recitalem.

### IV edycja
W 2019 roku w Tomaszowie wystąpili m.in.: szwedzki pianista Ulf Johansson Werre, raper O.S.T.R z projektem jazzowym, Michał Urbaniak, Leszek Żądło z kompozycjami Johna Coltrane’a, Nigel Kennedy z projektem poświęconym Krzysztofowi Komedzie, Piotr Kałużny i Jarosław Buczkowski z kompozycjami poświęconymi polskiej muzyce filmowej. Podczas IV edycji wystąpił również Andrzej Seweryn z interpretacjami wierszy polskich poetów do muzyki Krzysztofa Komedy.

### V edycja
W 2020 roku ze względu na pandemię COVID-19 festiwal odwołano. We wrześniu 2021 roku w Arenie Lodowej wystąpili m.in.: Szymon Mika International feat. Yumi Ito & Oskar Török, Jazz Band Młynarski – Masecki, Piotr Schmidt Sextet feat. David Dorůžka & Kestutis Vaiginis, Kuba Badach. Przy festiwalu odbywały się bezpłatne warsztaty jazzowe dla młodzieży, które prowadzili m.in.: Krystyna Prońko, Przemysław Raminiak, Adam Wendt, Marcin Jahr, Zbigniew Wrombel, Krzysztof Piasecki.

### VI edycja
W trzeci weekend września 2022 roku podczas festiwalu w Arenie Lodowej wystąpili m.in. Richard Bona, Ewa Bem, Dorota i Henryk Miśkiewiczowie, TM Brass Orchestra. W ramach festiwalu Dorota Miśkiewicz, przy akompaniamencie ukraińskiej pianistki Anastazji Litwiniuk prowadziła zajęcia wokalne dla tomaszowskiej młodzieży, zaś technikę gry i improwizacji jazzowej na saksofonie i innych instrumentach dętych prezentował Adam Wendt. Natomiast Marcin Jahr prowadził zajęcia na temat perkusji jazzowej, a Przemysław Raminiak na temat aranżacji jazzowych na fortepian. Krzysztof „Puma” Piasecki i Tomasz Grabowy prowadził zajęcia dla młodych gitarzystów. Dariusz Kwapisiewicz tomaszowski artysta fotografik za zdjęcie Richarda Bona'ego występującego podczas VI edycji fesitwalu został uhonorowany drugą nagrodą w międzynarodowym konkursie Jazz World Photo 2023.

### VII edycja
Od 15 do 17 września 2023 roku w ramach festiwalu wystąpili m.in. Maciej Tubis, Włodek Pawlik z zespołem, Maciej Smoluch, Adam Makowicz, Aga Zaryan z zespołem, Adam Bałdych oraz Justyna Steczkowska.

### VIII edycja
Od 20 do 22 września 2024 roku podczas festiwalu w Tomaszowie wystąpili m.in.:  Mietek Szcześniak, Krzysztof Herdzin Trio, Motion Trio, Piotr Schmidt Sextet, Mino Cinelu i Urszula Dudziak.